# Stefan Vladar
Stefan Vladar   (Viena, octubre 1965) és un pianista i director d'orquestra austríac.
Stefan va començar a prendre classes de piano als sis anys i el 1973 va ingressar a l'Acadèmia de Música i Arts Escèniques de Viena, on va tenir com a professors a Renate Kramer-Preisenhammer i Hans Petermandl.
El 1985, Vladar va guanyar el VII Concurs de piano Ludwig van Beethoven a Viena. El 1992 va aparèixer a My War Years, un drama documental canadenc sobre Arnold Schönberg i el camí cap al atonalisme del compositor. Vladar va rebre la medalla "Mozartgemeinde Mozart Wien" el 1994. A més de la seva carrera concertística, és el director principal de la Grosses Orchestre Graz des del 2002 i des del 2008 el director principal de l'Orquestra de Cambra de Viena.